# Mélamare
Mélamare ist eine französische Gemeinde mit 932 Einwohnern (Stand: 1. Januar 2022) im Département Seine-Maritime in der Region Normandie. Sie gehört zum Arrondissement Le Havre und zum Kanton Bolbec (bis 2015: Kanton Lillebonne). Die Einwohner werden Mélamarais genannt.

## Geographie
Mélamare liegt etwa 21 Kilometer ostnordöstlich von Le Havre im Pays de Caux. Mélamare wird umgeben von den Nachbargemeinden Saint-Eustache-la-Forêt im Norden und Nordosten, Saint-Antoine-la-Forêt im Osten, Saint-Nicolas-de-la-Taille im Südosten, La Cerlangue im Süden, La Remuée im Westen und Südwesten sowie Les Trois-Pierres im Westen und Nordwesten.

## Bevölkerungsentwicklung
| 1962                      | 1968 | 1975 | 1982 | 1990 | 1999 | 2006 | 2013 |
| ------------------------- | ---- | ---- | ---- | ---- | ---- | ---- | ---- |
| 388                       | 432  | 408  | 711  | 762  | 751  | 748  | 816  |
| Quelle: Cassini und INSEE |      |      |      |      |      |      |      |

## Sehenswürdigkeiten
- Kirche Saint-Jacques-et-Sainte-Anne aus dem 12. Jahrhundert
- Kapelle Sainte-Honorine aus dem 13. Jahrhundert

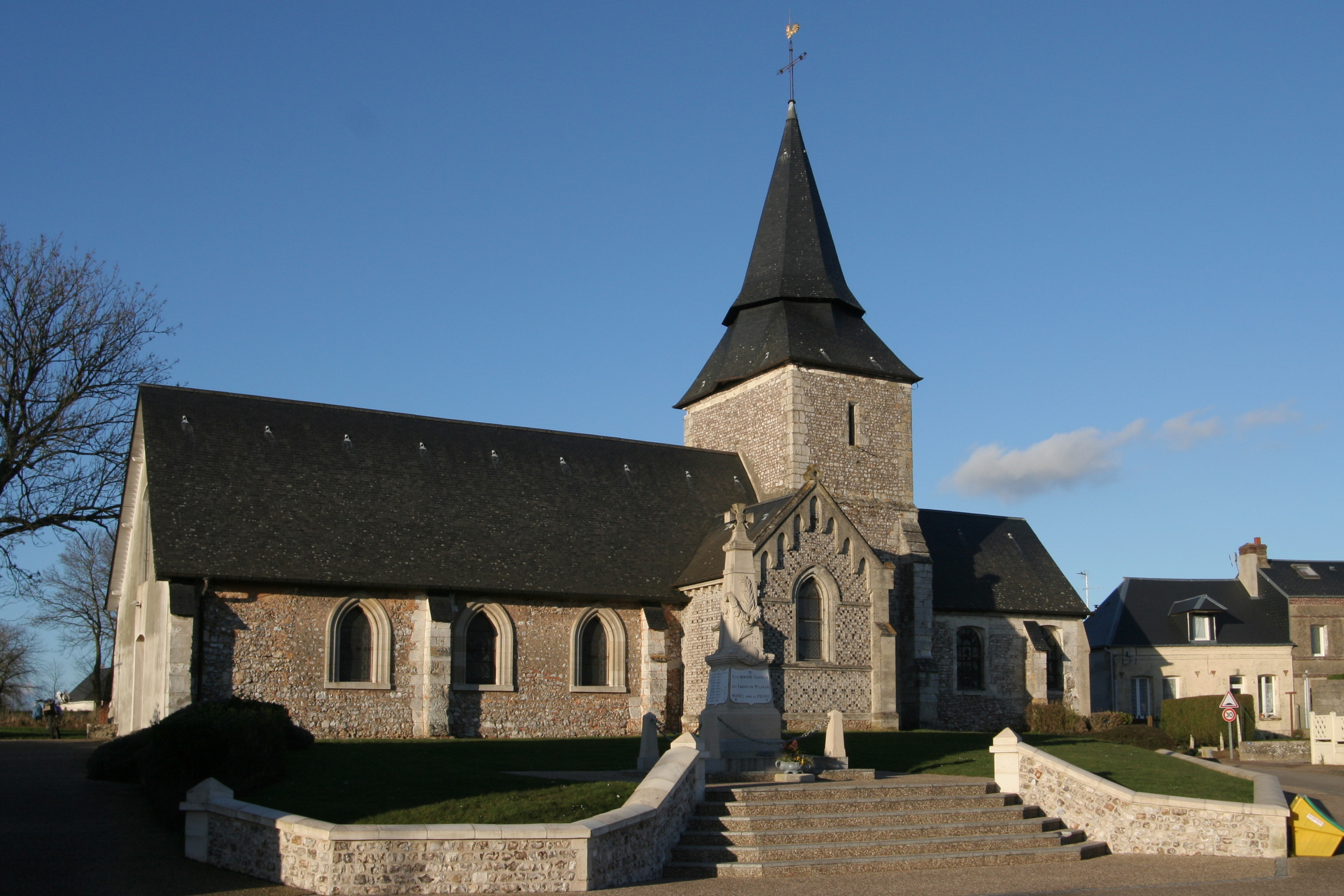
Kirche Saint-Jacques-et-Sainte-Anne

- alte Windmühle